# Associação de Futebol do Algarve
A Associação de Futebol do Algarve (AFA) é um organismo filiado à Federação Portuguesa de Futebol (FPF), que tem por via organizar os Campeonatos Distritais do Algarve (de futebol e de futsal), ou do Distrito de Faro, que coincide com a região histórica denominada Algarve.
A associação é sediada na zona de Penha, em Faro, junto às Piscinas Municipais de Faro e ao Complexo Desportivo da Penha.

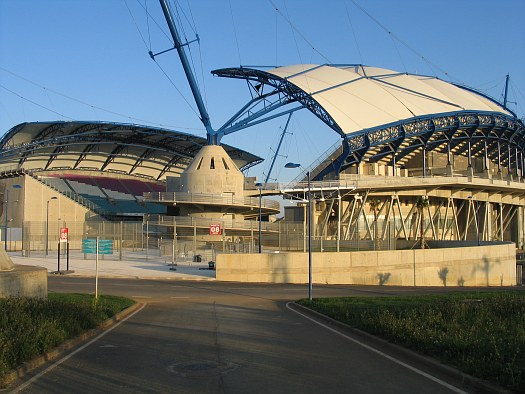
Estádio Algarve

Já foi presidida por António Coelho Matosa. Em 2005, sob a presidência de Viegas Ramos. teve seus bens penhorados. Em 2007, passou a ser presidida por Alves Caetano.

## História
A prática conhecida do Futebol do Algarve data de Maio de 1907 e o 1.º Desafio de futebol disputou-se no Largo de S. Francisco, em Faro, no dia 10 de Julho do mesmo ano.
O 1.º Organismo coletivo de Clubes e de futebol União de Futebol de Faro, fundou-se em 1914, em Faro, reunindo os seguintes Clubes:
- Associação Académica do Liceu de Faro
- Escola Normal de Faro
- Sporting Clube Farense
- Boavista Futebol Clube (Faro)

Esta União dissolveu-se em janeiro de 1916. Em 1917 fundou-se a denominada Associação de Futebol do Algarve. Extinguindo-se no início de 1918. Em 15 de Outubro de 1921, reúnem-se no Ginásio Clube Farense os delegados dos seguintes Clubes Algarvios:
- Sporting Clube Farense
- Sport Lisboa e Faro
- Boxing Futebol Clube (Portimão)
- Sporting Clube Olhanense
- Lusitano Futebol Clube
- Glória Futebol Clube
- Portimonense Sporting Clube
- Sport Club União
- Sport Club "Os Leões Portimonenses"
- Esperança Futebol Clube

Que criaram efetivamente, a Associação de Futebol do Algarve, na madrugada de 16 de Outubro de 1921.
Os Estatutos, aprovados em 27 de Outubro de 1924, pelo Governo Civil de Faro, rezam a data de 22 de Janeiro de 1922, como a fundação da Associação.
Em 1923, a Associação de Futebol do Algarve filia-se na União Portuguesa de Futebol e na Federação Portuguesa de Sport Atléticos.

## Competições AF do Algarve de Futebol Sénior

### Distritais
| Season  | 1ª Divisão           | 2ª Divisão           | Taça                 | Supertaça       |
| ------- | -------------------- | -------------------- | -------------------- | --------------- |
| 2024/25 |                      |                      |                      | Lagoa           |
| 2023/24 | Lagoa                | SC Olhanense 1912    | Moncarapachense      |                 |
| 2022/23 | Louletano            | Padernense Clube     | Louletano            | Moncarapachense |
| 2021/22 | Ferreiras            | Quarteirense         | Moncarapachense      |                 |
| 2020/21 | Cancelado            | Cancelado            | Cancelado            | Cancelado       |
| 2019/20 | Moncarapachense      |                      |                      | Ferreiras       |
| 2018/19 | Esp. Lagos           | Louletano            | Ferreiras            | Ferreiras       |
| 2017/18 | Ferreiras            | 11 Esperanças        | Almancilense         | Lusitano VRSA   |
| 2016/17 | Moncarapachense      | Algarve CF           | Lusitano VRSA        | Armacenenses    |
| 2015/16 | Armacenenses         | Messinense           | Almancilense         | Lagoa           |
| 2014/15 | Almancilense         |                      | Lagoa                | Lusitano VRSA   |
| 2013/14 | Lusitano VRSA        |                      | Louletano            | Ferreiras       |
| 2012/13 | Ferreiras            | Messinense           | Lusitano VRSA        | Lusitano VRSA   |
| 2011/12 | Lusitano VRSA        | Aljezurense          | Louletano            | Quarteirense    |
| 2010/11 | Quarteirense         | Alvorense            | Silves               |                 |
| 2009/10 | Messinense           | Moncarapachense      | Lagoa                |                 |
| 2008/09 | Esp. Lagos           | Culatrense           | Esp. Lagos           |                 |
| 2007/08 | Farense              | Quarteira            | Messinense           |                 |
| 2006/07 | Quarteirense         | Farense              | Portimonense         |                 |
| 2005/06 | Juventude Campinense | Salgados             | Juventude Campinense |                 |
| 2004/05 | Ferreiras            | Sambrasense          | Esp. Lagos           |                 |
| 2003/04 | Lagoa                | Parchalense          | Guia                 |                 |
| 2002/03 | Beira-Mar M.Gordo    | 11 Esperanças        | Alvorense            |                 |
| 2001/02 | Messinense           | Juventude Campinense | Lusitano VRSA        |                 |
| 2000/01 | Silves               | Olhanense            | Lusitano VRSA        |                 |
| 1999/00 | Padernense Clube     | Culatrense           | Portimonense         |                 |
| 1998/99 | Quarteirense         | Monchiquense         |                      |                 |
| 1997/98 | Almancilense         |                      |                      |                 |
| 1987/88 | Almancilense         |                      |                      |                 |
| 1986/87 | Lusitano VRSA        |                      |                      |                 |
| 1971/72 | Moncarapachense      |                      |                      |                 |
| 1968/69 | Esp. Lagos           |                      |                      |                 |

## Clubes nos escalões nacionais
Na época 2016–17, a Associação de Futebol do Algarve tinha os seguintes representantes nos campeonatos nacionais:
- Na Segunda Liga: Olhanense e Portimonense
- No Campeonato de Portugal (Série H): Almancilense, Armacenenses, Farense, Louletano e Lusitano de Vila Real de Santo António

## Significado do emblema
O símbolo da AF Algarve, adotado em 2022, é composto por um bola e 16 elementos gráficos, o número de concelhos do Distrito de Faro. Os cinco quadrados no topo do emblema representam o castelo, já cinco linhas retas no lado direito do emblema representam o futebol, o futsal, o futebol de praia, as seleções e a arbitragem, em baixo vemos a bola. No lado esquerdo vemos representado o sol e o mar.